# Handicap (golf)
Điểm chấp (tiếng Anh: handicap) trong golf là một thước đo đánh số về tiềm năng của một người chơi golf được sử dụng để cho phép người chơi chênh lệch trình độ có thể cạnh tranh với nhau. Người chơi tốt hơn là những người có điểm chấp thấp nhất.
Các quy tắc liên quan đến chấp khác nhau giữa các quốc gia với nhiều hệ thống khác nhau có hiệu lực trên toàn thế giới. Do sự không tương thích và khó khăn trong việc chuyển dịch giữa các hệ thống, các cơ quan quản lý thể thao, USGA và R &amp; A, làm việc với các kiểu chấp hiện có khác nhau, đã phát minh ra Hệ thống điểm chấp thế giới mới (World Handicap System) sẽ được giới thiệu trên toàn cầu bắt đầu từ năm 2020.

## Lịch sử
Kỷ lục sớm nhất về chấp điểm của golf được cho là từ cuối thế kỷ 17, trong một cuốn nhật ký được lưu giữ bởi Thomas Kincaid, một sinh viên ở Edinburgh, Scotland, mặc dù từ handicap sẽ không được sử dụng trong golf cho đến cuối thế kỷ 19. Số lượng các cú đánh được đưa ra và các lỗ mà chúng sẽ có hiệu lực đã được thương lượng giữa các gôn thủ cạnh tranh trước khi bắt đầu chơi. Theo Cẩm nang của Golfer bởi Henry Brougham Farnie, các ví dụ về các điều khoản đã thỏa thuận bao gồm ba-một (chấp một cú đánh cứ ba lỗ 1 lần), nửa-một (chấp một cú đánh cứ hai lỗ 1 lần), thêm một (chấp một cú đánh trên mỗi một lỗ) và thêm hai (chấp hai cú đánh trên mỗi một lỗ).
Vào cuối thế kỷ 19, lấy sự khác biệt giữa trung bình của ba điểm số tốt nhất của một người chơi golf trong năm và ngang bằng đã trở thành phương pháp đánh cược được sử dụng rộng rãi nhất ở Anh và Scotland. Khi môn thể thao này phát triển, sự bất mãn với sự công bằng của việc chấp, với những người chơi kém hơn đặc biệt không vui vì họ ít có khả năng chơi theo tiêu chuẩn trung bình ba điểm một lỗ. Một vấn đề khác là sự thiếu cân nhắc trong hệ thống đối với những khó khăn khác nhau của các loại sân khác nhau có nghĩa là điểm chấp là cố định không thay đổi theo sân được.
Trong nỗ lực khắc phục các vấn đề với hệ thống handicap khá cơ bản, cùng với nhiều biến thể của hệ thống đó và các hệ thống khác cũng đang được sử dụng, chính quyền ở Vương quốc Anh và Ireland đã tìm cách tiêu chuẩn hóa. Một trong những hệ thống handicap tiêu chuẩn và công bằng đầu tiên được giới thiệu bởi Ladies Golf Union (LGU) vào những năm 1890. Điều này phần lớn đạt được bằng cách liên minh xếp hạng sân golf, thay vì các câu lạc bộ sử dụng riêng của họ. Mãi đến khi thành lập Ủy ban Cố vấn chung của Hiệp hội Golf Anh năm 1924, golf của nam giới đã phối hợp đầy đủ để tạo ra một hệ thống điểm chấp công bằng, bao gồm xếp hạng sân golf thống nhất, trên khắp Vương quốc Anh và Ireland; Điểm số chuẩn và hệ thống chấp đầu tiên được giới thiệu vào năm 1926.
Ở Hoa Kỳ, có một cơ quan duy nhất quản lý môn thể thao này, USGA, khiến việc chuyển sang một chương trình dành cho việc chấp tiêu chuẩn có phần dễ dàng hơn. Được giới thiệu vào năm 1911, hệ thống handicap quốc gia đầu tiên dựa trên hệ thống trung bình ba điểm của Anh. Sự phát triển lớn nhất là một hệ thống "đánh giá ngang giá" đánh giá điểm trung bình tốt của một tay golf cào trên mỗi sân, khiến cho điểm chấp dễ di chuyển hơn. Nó cũng làm rõ rằng một người chơi handicap được dự định để phản ánh tiềm năng của họ hơn là chơi trung bình. Ban đầu chỉ cho phép các câu lạc bộ xác định xếp hạng ngang bằng của riêng họ, USGA nhanh chóng thay đổi quyết định và bắt đầu chỉ định xếp hạng. Hệ thống điểm chấp USGA đã phát triển mạnh hơn qua các năm, với sự gia tăng số điểm được sử dụng để tính toán điểm chấp, giới thiệu Equitable Stroke Control, và cải tiến hệ thống xếp hạng sân golf. Tuy nhiên, thay đổi đáng kể nhất là việc tạo ra hệ thống xếp hạng độ dốc, cho phép việc chấp có sự khác biệt về độ khó giữa người chơi golf scratch và người chơi bogey. Các xếp hạng sân và  Xếp hạng độ dốc của USGA hiện là cơ sở của nhiều hệ thống điểm chấp khác.
Khi môn thể thao này phát triển trên toàn cầu, mỗi hiệp hội trên khắp thế giới đã tạo ra hoặc điều chỉnh các quy tắc riêng của họ liên quan đến khuyết tật. Vào đầu thế kỷ 21, có sáu hệ thống điểm chấp chính được công nhận trên toàn thế giới: Hệ thống điểm chấp USGA, Hệ thống điểm chấp EGA, Hệ thống điểm chấp thống nhất CONGU, Hệ thống điểm chấp Golf Australia, Hệ thống điểm chấp Nam Phi và Hệ thống điểm chấp Argentina. Mặc dù các hệ thống này chia sẻ một số tính năng phổ biến, ví dụ: hầu hết sử dụng hệ thống xếp hạng sân golf chung, chúng không dễ chuyển đổi vì sự khác biệt của chúng tạo ra khó khăn trong việc chuyển đổi điểm chấp giữa các hệ thống. Để loại bỏ những vấn đề này, USGA và R &amp; A, hợp tác với các cơ quan chuyên về handicap hiện có, đã nghĩ ra hệ thống chấp World Handicap System mới sẽ được giới thiệu trên toàn cầu bắt đầu từ năm 2020.